# Berdeniella jaramensis
Berdeniella jaramensis är en tvåvingeart som beskrevs av Wagner 1982. Berdeniella jaramensis ingår i släktet Berdeniella och familjen fjärilsmyggor.
Artens utbredningsområde är Spanien. Inga underarter finns listade i Catalogue of Life.